# Psettodes bennetti
Psettodes bennetti  (лат.) — вид морских лучепёрых рыб семейства псеттодовых (Psettodoidae). Распространены в восточной части Атлантического океана. Морские донные рыбы. Максимальная длина тела 55 см. Питаются рыбами и крупными ракообразными.

## Описание
Тело овальной формы, сжато с боков, но толще по сравнению с другими камбалообразными. Высота тела укладывается в 2,9—3,4 раза в общую длину тела. Глаза находятся на правой или левой стороне тела. Глаза большие; верхний глаз расположен на верхней части головы и отстоит далеко от нижнего глаза, т. е. межглазничное пространство широкое. Рот большой, задняя часть заходит далеко за задний край глаза. Нижняя челюсть несколько выступает вперёд. Челюсти большие, с крепкими клыками, многие зубы заострёнными окончаниями. Есть мелкие зубы на сошнике и нёбе. Хорошо развита надчелюстная кость. Край предкрышечной кости не покрыт кожей и чешуёй. Начало спинного плавника расположено далеко за задним краем верхнего глаза. В спинном плавнике 46—53 лучей. В анальном плавнике 34—39 луча. Передние лучи спинного и анального плавников колючие. Мочеполовой сосочек и анальное отверстие расположены перед началом анального плавника. Хвостовой плавник с усечённым или двойным усечённым задним краем, не соединяется со спинным и анальным плавниками. Грудные плавники с 13—16 мягкими лучами, одинаковой длины на глазной и слепой сторонах тела. В брюшных плавниках один колючий и 5 мягких лучей, расположены симметрично на обеих сторонах тела. Чешуя мелкая, слабо ктеноидная на обеих сторонах тела. Боковая линия с 66—74 чешуйками, хорошо развита на обеих сторонах тела; делает небольшой изгиб над грудными плавниками; нет верхней ветви, ветвь боковой линии проходит под нижним глазом. Вокруг хвостового стебля 34—43 рядов чешуи.
Глазная сторона коричневатого цвета с многочисленными пятнами и точками. Слепая сторона бледная. Хвостовой плавник без тёмных точек.
Максимальная длина тела 55 см, обычно до 40 см.

## Ареал и места обитания
Распространены в восточной части Атлантического океан вдоль западного побережья Африки между 25 и 4 °с. ш. от Западной Сахары и Мавритании до Гвинеи и Либерии. Морские донные рыбы. Обитают в прибрежных водах на глубине от 15 до 100 м (обычно до 50 м) на песчаных, илистых и каменистых грунтах.

## Взаимодействие с человеком
Промысловая рыба. Отдельная статистика по уловам данного вида не ведётся. Ловят на всём протяжении ареала донными тралами и кустарными орудиями лова.  Реализуются в свежем, вяленом и копчёном виде. Также используют для производства рыбной муки и рыбьего жира.